# WTA Richmond
Das WTA Richmond (offiziell: Central Fidelity Banks International) ist ein ehemaliges Damen-Tennisturnier der WTA Tour, das in der Stadt Richmond, Virginia, Vereinigte Staaten, ausgetragen wurde.

## Siegerliste

### Einzel
| Jahr | Siegerin            | Finalgegnerin       | Ergebnis       |
| ---- | ------------------- | ------------------- | -------------- |
| 1972 | Billie Jean King    | Nancy Gunter        | 6:3, 6:4       |
| 1973 | Margaret Court      | Janet Newberry      | 6:2, 6:1       |
| 1979 | Martina Navratilova | Kathy Jordan        | 6:1, 6:3       |
| 1980 | Martina Navratilova | Mary-Lou Piatek     | 6:3, 6:0       |
| 1981 | Mary-Lou Piatek     | Sue Barker          | 6:4, 6:1       |
| 1982 | Wendy Turnbull      | Tracy Austin        | 6:73, 6:4, 6:2 |
| 1983 | Rosalyn Fairbank    | Kathy Jordan        | 6:4, 5:7, 6:4  |
| 1984 | JoAnne Russell      | Michaela Washington | 6:2, 4:6, 6:2  |

### Doppel
| Jahr | Siegerinnen                          | Finalgegnerinnen                     | Ergebnis       |
| ---- | ------------------------------------ | ------------------------------------ | -------------- |
| 1972 | Rosie Casals Billie Jean King        | Judiy Dalton Karen Krantzcke         | 7:5, 7:6       |
| 1973 | Margaret Court Lesley Hunt           | Karen Krantzcke Betty Stöve          | 6:2, 7:6       |
| 1979 | Wendy Turnbull Betty Stöve           | Billie Jean King Martina Navratilova | 6:1, 6:4       |
| 1980 | Billie Jean King Martina Navratilova | Pam Shriver Anne Smith               | 6:4, 4:6, 6:3  |
| 1981 | Sue Barker Ann Kiyomura              | Kathy Jordan Anne Smith              | 4:6, 7:6, 6:4  |
| 1982 | Rosie Casals Candy Reynolds          | JoAnne Russel Virginia Ruzici        | 6:3, 6:3       |
| 1983 | Rosalyn Fairbank Candy Reynolds      | Kathy Jordan Barbara Potter          | 6:73, 6:2, 6:1 |
| 1984 | Elizabeth Minter JoAnne Russell      | Jennifer Mundel Felicia Raschiatore  | 6:4, 3:6, 7:6  |